# Ella Rumpf
Ella Rumpf [ˈɛla ʁʊmp͡f] est une actrice franco-suisse, née le 4 février 1995 à Paris (Île-de-France).
Elle est révélée pour son rôle d'Alexia dans le film Grave de Julia Ducournau. Elle est récompensée en 2024 du César de la meilleure révélation féminine pour sa prestation dans Le théorème de Marguerite d'Anna Novion et reçoit, pour le même rôle, le Quartz de la meilleure actrice à la 27e cérémonie du Prix du Cinéma suisse.

## Biographie

### Jeunesse et formations
Son père arrête ses études de génie civil à l'école polytechnique fédérale de Zurich pour partir à Paris étudier la philosophie à l'université Paris-Sorbonne, où il rencontre la mère d'Ella, qui était agrégée en Master philosophie à la Sorbonne. Après la naissance d'Ella, le 4 février 1995, la famille s’installe à Zurich.
Elle fréquente entre autres l'école Steiner où elle reçoit une éducation en allemand. Elle joue pour la première fois, à 14 ans, quand elle obtient le rôle principal dans une pièce de Roméo et Juliette.

### Carrière
La réalisatrice allemande Friederike Jehn lui offre son premier rôle cinématographique à 16 ans dans Dehors, c'est l'été. Cette expérience la motive à aller à Londres, de 2013 à 2015, prendre des cours dans une école d'art dramatique, la Giles Foreman Centre for Acting, après avoir fini en 2013 son cursus à l’école Steiner.
Elle est nommée, en 2014, pour le prix du cinéma suisse de la meilleure actrice dans un second rôle, pour Chrieg de Simon Jaquemet, un rôle pour lequel elle a dû se raser la tête.
Mais c'est pour son rôle dans le film d'horreur français Grave de Julia Ducournau, en tant que grande sœur de l'héroïne jouée par Garance Marillier, qu'elle se fait connaître d'un plus large public francophone. Le film est plébiscité par la critique et remporte plusieurs prix comme le prix FIPRESCI du Festival de Cannes ou le Sutherland Trophy londonien.
Elle obtient le rôle-titre dans le film allemand Tiger Girl de Jakob Lass, sorti en 2017. Sa prestation en tant que cheffe de bande berlinoise à la batte de baseball facile est remarquée,. Elle est, avec Niels Schneider, à l'affiche du film Sympathie pour le diable, de Guillaume de Fontenay, dont le scénario est inspiré de l'expérience du correspondant de guerre Paul Marchand pendant le siège de Sarajevo.
En 2019, elle tourne dans Freud, la nouvelle série allemande de Netflix, réalisée par Marvin Kren.
En 2022, elle est présente aux côtés d'Ansel Elgort et de Rachel Keller dans la série Tokyo Vice.
En 2023, elle tient le rôle-titre du film Le Théorème de Marguerite, d'Anna Novion, présenté au Festival de Cannes 2023, pour lequel elle reçoit le César 2024 de la meilleure révélation féminine.

## Filmographie

### Cinéma

#### Longs métrages
- 2013 : Dehors, c'est l'été (Draussen ist Sommer) de Friederike Jehn : Mia
- 2014 : Chrieg de Simon Jaquemet : Ali
- 2016 : Grave de Julia Ducournau : Alexia
- 2017 : Les Conquérantes (Die göttliche Ordnung) de Petra Volpe : Hanna
- 2017 : Tiger Girl de Jakob Lass : Tiger
- 2018 : Asphaltgorillas (de) de Detlev Buck : Marie
- 2019 : Sympathie pour le diable de Guillaume de Fontenay : Boba
- 2019 : Gut Gegen Nordwind de Vanessa Jopp : Adrienne
- 2020 : Lindenberg! Mach dein Ding de Hermine Huntgeburth : Susanne
- 2021 : Soul of a Beast de Lorenz Merz : Corey
- 2023 : Zone(s) de turbulence (Northern Comfort) de Hafsteinn Gunnar Sigurðsson : Coco
- 2023 : Le Théorème de Marguerite d'Anna Novion : Marguerite
- 2025 : Des preuves d’amour d'Alice Douard : Céline

- 2025 : Coutures d'Alice Winocour : Angèle
- TBA : Novak de Harry Lagoussis : Louise

#### Court métrage
- 2023 : Whale's Song de Neels Castillon : Rachel

### Télévision

#### Téléfilm
- 2017 : Für dich dreh ich die Zeit zurück de Nils Willbrandt : Helena

#### Séries télévisées
- 2016 : Tatort , épisode Kleine Prinzen de Markus Welter : Ava Fleury
- 2020 : Freud : Fleur Salomé
- 2021 : Succession, saison 3, épisodes 8 et 9 : la Comtesse
- 2022-2024 : Tokyo Vice, 9 épisodes : Polina
- 2025 : Sandman, saison 2, 1 épisode : Eurydice

## Distinctions

### Récompenses
- Festival Jean Carmet de Moulins 2019: Prix du public du meilleur second rôle féminin pour Sympathie pour le diable[10]
- Waterloo Historical Film Festival 2019 : Prix d’interprétation féminine pour Sympathie pour le diable
- César 2024 : Meilleure révélation féminine pour Le Théorème de Marguerite
- Lumières 2024 : Révélation féminine pour Le Théorème de Marguerite
- Prix du cinéma suisse 2024 : Quartz de la meilleure actrice pour Le Théorème de Marguerite